# His Day Out
His Day Out er en amerikansk stumfilm fra 1918 af Arvid E. Gillstrom.

## Medvirkende
- Billy West som Billy
- Leatrice Joy som Joy
- Oliver Hardy som Ollie
- Leo White
- Joe Bordeaux